# Севастьяновка (река)
Севастьяновка (устар. Косехаутенйоки) — река в России, протекает в Приозерском районе Ленинградской области. Впадает в озеро Невское на высоте 8,5 м над уровнем моря, в 1 км СЗ п. Севастьяново. Длина реки составляет 10 км.
Вытекает из озера Бобровского на высоте 23,0 м над уровнем моря.

## Бассейн
К бассейну Севастьяновки относятся озёра:
- Бобровское (исток Севастьяновки)
- Белокаменное (протекает река Севастьяновка)
- Шушинское
- Большое Заветное
- Широтное
- Большое Ершовое
- Покровское
- Семиостровье (бессточное)
- Ручьёвое

## Данные водного реестра
По данным государственного водного реестра России относится к Балтийскому бассейновому округу, водохозяйственный участок реки — Водные объекты бассейна оз. Ладожское без рр. Волхов, Свирь и Сясь, речной подбассейн реки — Нева и реки бассейна Ладожского озера (без подбассейна Свирь и Волхов, российская часть бассейнов). Относится к речному бассейну реки Нева (включая бассейны рек Онежского и Ладожского озера).
Код объекта в государственном водном реестре — 01040300212102000009379.